# When Maryam Spoke Out
When Maryam Spoke Out (en árabe, لمّا حكيت مريم, romanizado, Lamma hikyit maryam) es una película dramática libanesa de 2001 dirigida por Assad Fouladkar y basada en un hecho real que sucedió en el Líbano.
Es una historia social sobre una pareja, Ziad y Maryam, que llevan un matrimonio feliz, excepto por el hecho de que después de tres años de matrimonio, Maryam todavía no ha tenido un bebé. Su esposo Ziad es compasivo y le asegura que todavía la ama. Sin embargo, Maryam no puede escapar a la creciente presión de la familia, especialmente de su suegra. Ella reacciona a su manera con un falso embarazo. El entusiasmo y el cuidado iniciales desaparecen rápidamente cuando queda claro que en realidad no están esperando un bebé.
When Maryam Spoke Out es el primer largometraje de Fouladkar.

## Sinopsis
Después de tres años de una vida felizmente casada, Ziyad y Maryam sienten la presión social de tener un hijo. Su relación previamente feliz se envenena cuando se descubre que Maryam es infértil.

## Reparto
- Bernadette Hodeib como Maryam
- Talal El-Jordi como Ziyad
- Renée Dik
- Umaya Lahoud
- Joseph Abu-Dames
- Randa Alam

## Premios
- Mejor actuación de una actriz para Bernadette Hodeib en la sexta Biennale des Cinemas Arabes, 2002, París, Francia.[2]
- Mejor Película y Mejor interpretación de una actriz para Bernadette Hodeib en el Festival de Cine de Cartago, 2002, Cartago, Túnez.[3]
- Mejor Película y Mejor interpretación de una actriz para Bernadette Hodeib en el Festival de Cine de Alejandría, Egipto[1]
- Mejor actriz para Bernadette Hodeib, Premio de la Crítica y Daga de Oro para Assad Fouladkar en el Festival de Cine de Muscat, 2003, Amán.[3]